# PH intracel·lular
El pH intracel·lular (pHi) és el valor de pH quan es coneix el seu valor en el fluid intracel·lular. El pHi té un paper crític en el funcionament de la cèl·lula i se'n requereix una regulació estreta en les cèl·lules per a la supervivència.
Hi ha nombrosos mecanismes que fan canviar el pHi incloent la producció d'àcid metabòlic i el pas d'acids a través de la membrana del plasma, les membranes dels orgànuls i el procés de transport de membrana. Els mecanismes que regulen el pHi es consideren normalment transportadors de la membrana plasmàtica i n'hi ha dos tipus: els que són independents del HCO₃– i els que requerixen HCO₃–. El pH extracel·lular normal és 7,4 +/- .1.{http://www.uptodate.com/contents/chapter-10c-intracellular-ph}%5BEnllaç+no+actiu%5D
El pH intracel·lular es troba al voltant de 7,0 degut a la producció d'àcids. Conté baix nivell de HCO3- i, per tant, un pCO2 per sobre de 45 mmHg de pH no pot ser 7,4 però un pH més baix de 7,3 en les cèl·lules HEK293.